# Sàn giao dịch điện tử

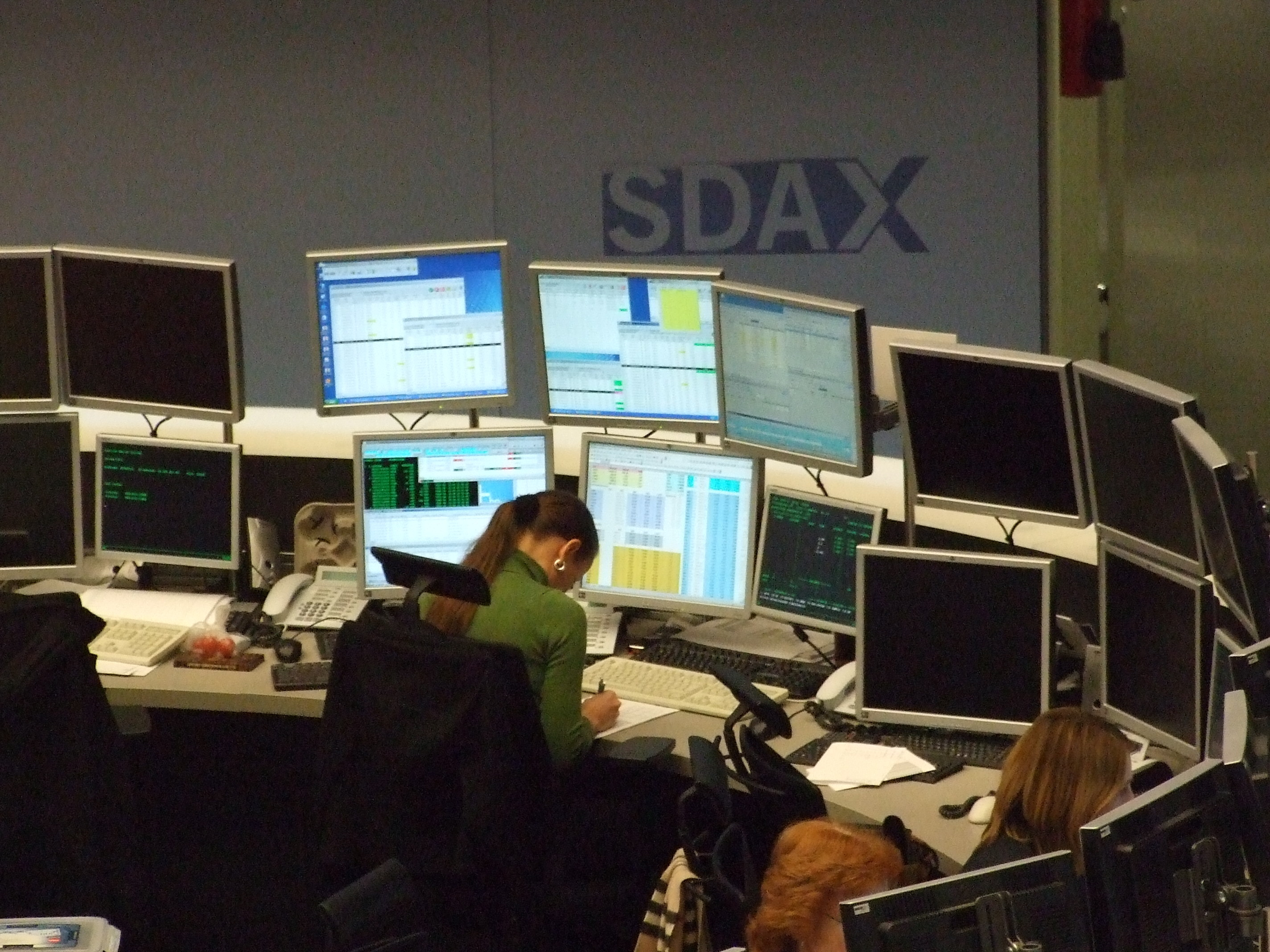
Một nền tảng giao dịch điện tử đang được sử dụng tại Deutsche Börse.

Trong lĩnh vực tài chính, sàn giao dịch điện tử còn được gọi là sàn giao dịch trực tuyến, là một chương trình phần mềm máy tính có thể được sử dụng để đặt lệnh cho các sản phẩm tài chính qua mạng với một trung gian tài chính. Các sản phẩm tài chính khác nhau có thể được giao dịch bởi sàn giao dịch, qua mạng liên lạc với trung gian tài chính hoặc trực tiếp giữa những người tham gia hoặc thành viên của sàn giao dịch. Điều này bao gồm các sản phẩm như cổ phiếu, trái phiếu, tiền tệ, hàng hóa, các sản phẩm phái sinh và các sản phẩm khác, với một trung gian tài chính, chẳng hạn như nhà môi giới, nhà tạo lập thị trường, ngân hàng đầu tư hoặc sở giao dịch chứng khoán. Các nền tảng như vậy cho phép người dùng thực hiện giao dịch điện tử từ bất kỳ vị trí nào và trái ngược với giao dịch sàn truyền thống sử dụng nói giá bằng tay và miệng và giao dịch dựa trên điện thoại. Đôi khi thuật ngữ nền tảng giao dịch cũng được sử dụng để chỉ phần mềm giao dịch.
Các nền tảng giao dịch điện tử thường truyền trực tiếp giá thị trường mà người dùng có thể giao dịch và có thể cung cấp các công cụ giao dịch bổ sung, chẳng hạn như gói biểu đồ, nguồn cấp tin tức và chức năng quản lý tài khoản. Một số nền tảng đã được thiết kế đặc biệt để cho phép các cá nhân tiếp cận thị trường tài chính mà trước đây chỉ có thể được các công ty thương mại chuyên nghiệp truy cập. Chúng cũng có thể được thiết kế để tự động giao dịch các chiến lược cụ thể dựa trên phân tích kỹ thuật hoặc để thực hiện giao dịch tần suất cao.
Các nền tảng giao dịch điện tử thường thân thiện với thiết bị di động và có sẵn cho Windows, iOS và Android.

## Lịch sử phát triển
Theo truyền thống, các giao dịch được xử lý thủ công, giữa các nhà môi giới hoặc đối tác. Tuy nhiên, bắt đầu từ những năm 1970, một phần lớn các giao dịch đã chuyển sang các nền tảng giao dịch điện tử. Chúng có thể bao gồm mạng liên lạc điện tử, hệ thống giao dịch thay thế, v.v....
Các nền tảng giao dịch điện tử đầu tiên thường được liên kết với các sàn giao dịch chứng khoán và cho phép các nhà môi giới đặt lệnh từ xa bằng cách sử dụng các mạng chuyên dụng riêng và thiết bị đầu cuối câm. Các hệ thống ban đầu không phải lúc nào cũng cung cấp giá phát trực tiếp và thay vào đó cho phép các nhà môi giới hoặc khách hàng đặt hàng và sẽ được xác nhận một thời gian sau; chúng được gọi là hệ thống dựa trên " yêu cầu báo giá ".
Các hệ thống giao dịch đã phát triển để cho phép giá phát trực tuyến và gần như thực hiện ngay các lệnh cũng như sử dụng internet làm mạng cơ bản, nghĩa là vị trí đó trở nên ít liên quan hơn nhiều. Một số nền tảng giao dịch điện tử đã tích hợp sẵn các công cụ viết kịch bản và thậm chí cả API cho phép các nhà giao dịch phát triển các hệ thống giao dịch tự động hoặc thuật toán và rô bốt.
Giao diện người dùng đồ họa máy khách của các nền tảng giao dịch điện tử có thể được sử dụng để đặt các lệnh khác nhau và đôi khi còn được gọi là tháp giao dịch (mặc dù đây có thể là cách sử dụng sai thuật ngữ, vì một số đề cập đến điện thoại PBX chuyên dụng được các nhà giao dịch sử dụng).
Trong khoảng thời gian từ năm 2001 đến năm 2005, sự phát triển và gia tăng của các nền tảng giao dịch đã chứng kiến việc thiết lập các cổng giao dịch trực tuyến chuyên dụng, là các địa điểm trực tuyến điện tử với sự lựa chọn của nhiều nền tảng giao dịch điện tử thay vì bị giới hạn trong cung cấp của một tổ chức.